# Dionte Christmas
Pour les articles homonymes, voir Christmas.
Dionte Lamont Christmas, né le 15 septembre 1986 à Philadelphie en Pennsylvanie, est un joueur américain de basket-ball.